# Montserrat Candini i Puig
Montserrat Candini i Puig (Barcelona, 4 de setembre de 1957 - Calella, 19 de juliol de 2024) va ser una política catalana. Afiliada al Partit Demòcrata Europeu Català va ser des de 2011 i fins a 2022, alcaldessa de Calella; també senadora en la IX i X legislatures i diputada al Parlament de Catalunya en la XI Legislatura, entre 2015 i 2017.

## Biografia
Va estudiar periodisme i un postgrau en Ciències Polítiques a la Universitat de Barcelona. També va fer cursos d'especialització en funció directiva a Esade. Es va especialitzar en medi ambient, energia i canvi climàtic a la Universitat d'Alcalá).
Funcionària de la Generalitat de Catalunya des de 1982, va ser cap del gabinet del conseller d'Agricultura de la Generalitat de Catalunya (1998-2000), directora general de Patrimoni Natural i Medi Físic (2000-2002), directora del Programa de Política General de Muntanya (2002-2003) i directora del Pla de Dinamització Turística de Santa Susanna (2003-2005). També va ser secretària del Comitè Nacional de CDC d'Infraestructures, Medi ambient i Habitatge (2003-2008).
Des de les eleccions generals del 2008 (legislatures 2008-2011 i 2011-2015), va ser portaveu adjunta del Grup Parlamentari Català de CIU al Senat, on també va fer de portaveu de la Comissió de Foment i de les CCAA. A més, des de les eleccions municipals de l'any 2011, va ser alcaldessa de Calella, càrrec que va renovar el 2015 i 2019, al qual va renunciar el maig de 2022 per tenir cura de la seva salut, cedint l'alcaldia a Marc Buch.

## Trajectòria política
- Cap del Gabinet del conseller d'Agricultura, Ramaderia i Pesca. (1996-2000)
- El gener del 2000 va ser nomenada directora general de Patrimoni Natural i del Medi Físic, del Departament de Medi Ambient.
- El febrer de l'any 2002 és nomenada directora general de Política de Muntanya, al departament de PTOP.
- Al gener de l'any 2004, s'incorpora a l'Ajuntament de Santa Susanna, Maresme, com a Directora del Pla de Dinamització Turística d'aquest municipi.
- Cap de Llista a Calella (Maresme) a les eleccions municipals (2007) on va ser la força guanyadora, malgrat això no governa.
- Consellera Delegada del Servei a les Persones del Consell Comarcal del Maresme, (juliol 2007-març 2008)
- Senadora per Barcelona a les eleccions generals espanyoles de 2008; i a on desenvolupa les responsabilitats en qualitat de Portaveu - Adjunt del Grup.
- En el Congrés de CDC (juliol 2008) va assumir la Secretaria Executiva de l'Àmbit Sectorial.
- Alcaldessa de Calella per CiU des de les eleccions municipals espanyoles de 2011, reelegida en 2015.
- A les eleccions generals espanyoles de 2011 tornà a ser escollida senadora per CiU.